# کوپریانوف (استان بلگورود)
کوپریانوف (انگلیسی: Kupriyanov, Belgorod Oblast) یک شهرک در بخش آلکسیفسکی استان بلگورود کشور روسیه است.